# Transfiguración (Lotto)
Transfiguración es una pintura al óleo sobre tabla firmada en 1510-1512 del episodio evangélico de la Transfiguración de Jesús de Lorenzo Lotto, realizada para la iglesia de Santa Maria di Castelnuovo y que se encuentra actualmente en el Museo cívico Villa Colloredo Mels en Recanati. Es posible que originalmente tuviera una predela, parte de la cual es Cristo conduciendo a los Apóstoles al Monte Tabor (Museo del Hermitage).
Es casi seguro que Lotto se detuvo en Perugia en el trayecto entre Roma y Las Marcas. Allí habría visto los frescos de Perugino para las salas de audiencia del Colegio del Cambio. Mientras estuvo allí, Lotto también pintó una "Deposición", que junto con la "Transfiguración" muestran signos de un estilo experimental que abandonó tras su traslado a Bérgamo en 1513.